# NGC 390
NGC 390 是雙魚座的一個恒星。它于1884年11月19日由纪尧姆·比古尔丹发现。約翰·路易·埃米爾·德雷耳表示該恆星非常微弱而且非常小。有時PGC 4021會被误认为是NGC 390。。